# Anika
Anika of Annika (Devanagari: अनिका)  is een vrouwelijke voornaam. De naam heeft Arabische, Afrikaanse, Nederlandse, Duitse, Hebreeuwse, Maori, Sanskriet en Zweedse oorsprong.

## Betekenis
De betekenis van de naam "Anika" is in verschillende talen, landen en culturen anders. Er zijn meerdere betekenissen beschikbaar.

### Sanskriet
Anika betekent sierlijk, briljant of lief. Het is afgeleid van het woord anīka ( अनीक ), wat letterlijk ‘onverschrokken’, ‘soldaat’, ‘leger’ of ‘gezicht’ betekent. Anika betekent ook pracht, rand of punt. Het is ook een van de vele namen voor de Godin Durga.

### Scandinavisch
Anika betekent sierlijk en barmhartig. Het is de Zweedse koosnaam voor de naam Anna en lijkt op de Nederlandse naam Anneke.

### Afrikaans
In Afrikaanse gebieden betekent het ‘liefheid van het gezicht’.

### Duits
Anika is de Duitse variant van Anna. Anna is hoogstwaarschijnlijk een variant van de Hebreeuwse naam Hannah, wat "elegant" of "begunstigde" betekent, omdat zij in de Bijbel een oprechte en barmhartige vrouw was. Uiteindelijk verdween de beginletter 'h' uit de naam.

### Hebreeuws
Sierlijk; gunst, uniek. Het komt van de Hebreeuwse naam Hannah.

### Arabisch
In het Arabisch, betekent Anika (Arabisch schrift: أنيكا) uniek. Het is een variant van Aniqa (Arabisch schrift: أنيقة) wat "netjes, elegant, slim" betekent.

### Hawaïaans
Het is de Hawaïaanse vertaling van Anita, wat sierlijke betekent.

## Bekende naamdragers

### Voornaam
- Anika Zietlow (* 1980), Duits zanger
- Anikka Albrite (* 1988), Amerikaans porno-actrice
- Annika Beck (* 1994), Duits tennisser
- Annika Becker (* 1981), Duits polsstokhoogspringer
- Annika Begiebing (* 1981), Duits tv-presentator en stemacteur
- Annika Billstam (geboren 1976), Zweeds orienteer
- Annika Billström (geboren 1956), Zweedse politicus
- Annika Blendl (* 1981), Duitse actrice en regisseur
- Annika Bruhn (* 1992), Duits zwemmer
- Annika Bruhns (* 1966), Duitse actrice en muzikale performer
- Annika Bryn (geboren 1945), Zweedse thriller schrijver
- Annika de Buhr (* 1972), Duitse journalist en tv-presentator
- Annika Danckert (* 1981), Duitse nationale basketbal speler
- Annika Doppler (* 1992), Duits voetballer
- Annika Dries (* 1992), American waterpolo-speler
- Annika Eberhardt (* 1992), Duits voetballer
- Annika Ernst (* 1982), Duitse actrice
- Annika Falkengren (geboren 1962), Zweedse bankdirecteur
- Annika Firley (* 1986), Duits theater actrice en muzikale performer
- Annika Fröhlich (* 1986), Duits voetballer
- Annika Grill (* 1994), Oostenrijkse Miss Oostenrijk 2015
- Annika Hallin (geboren 1968), Zweedse actrice
- Annica Hansen (* 1982), Duitse tv-presentator en model
- Annika Høydal (* 1945), Faeröer zangeres, componiste en actrice
- Annika Idström (1947-2011), Finse schrijver
- Annika Knoll (* 1993), Duitse biatleet
- Annika Kuhl (geboren 1975), Duitse theater- en filmactrice
- Annika Lambers (* 1992), Duits volleyball speler
- Annika Langvad (* 1984), Deense wielrenner
- Annika Lau (* 1979), Duitse radio en televisiepresentator
- Annika Liebs (* 1979), Duits zwemmer
- Annika Ljungberg (geboren in 1969), Zweedse zanger van Rednex
- Annika Martens (* 1977), Duitse theater- en filmactrice
- Annika Mehlhorn (* 1983), Duits zwemmer
- Annika Meier (* 1981), Duitse actrice
- Annika Meyer (* 1994), Deense Vrouwen Handbal
- Annika Mombaur (geboren 1967), Britse historicus
- Annika Murjahn (* 1978), Duitse actrice
- Annika Olsen (* 1975), Faeröer politicus
- Annika Øyrabø (* 1977), Deense designer, illustrator en auteur van kinderen
- Annika Pages (* 1968), Duitse actrice
- Annika Peimann (* 1974), Duitse actrice
- Annika Peterson (geboren 1972), Amerikaanse actrice
- Annika Preil (* 1990), Duitse actrice
- Annika Reich (* 1973), Duitse schrijver en essayist
- Annika Scheffel (* 1983), Duitse schrijver
- Annika Schlegel (* 1994), Duits Sommerbiathletin en Vrouwen Handbal
- Annika Schleu (* 1990), Duits Modern pentatleet
- Annika Schlicht (* 1988), Duitse operazanger (mezzo-sopraan)
- Annika Schmidt (* 1980), Duits voetballer
- Annika Schrumpf (* 1995), Duitse actrice
- Annika Sillaots (* 1983), Estse voetballer
- Annika Sorenstam (geboren 1970), Zweedse golfer
- Annika Strebel (* 1987), 63. Duits wijnkoningin
- Annika Ström (geboren 1964), Zweedse kunstenaar
- Annika Suthe (* 1985), Duitse speerwerper
- Annika Tammela (1979-2001), Estse nationale football player
- Annika Thor (geboren 1950), Zweedse schrijver en scenarioschrijver
- Annika Tikk (* 1980), Estse voetballer
- Annika Treutler (* 1990), Duitse pianist
- Annika Line Trost (* 1977), Duitse zanger, songwriter, producer, freelance schrijver en journalist
- Annika Unterburg (* 1978), Duitse kunstenaar
- Annika Vössing (* 1992), Duitse triatleet
- Annika Walter (* 1975), Duits water jumper
- Annika Zell (geboren 1965), Zweedse oriëntatie en ski orienteer
- Annika Zeyen (* 1985), Duits rolstoel basketbalspeler
- Annika Zimmermann (* 1989), Duitse tv-presentator en journalist

### Personages
- Annika Hansen, menselijke naam van Borg dar Seven of Nine in de sciencefictionserie Star Trek: Voyager
- Annika Settergren, de beste vriend van het kinderboek-personage Pippi Langkous
- Annika en de Pegasus, stripfiguur uit de Barbie-productie en filmmaatschappij

## Varianten
Anica, Annicka, Anik, Annika, Anike, Annica, Annik, Annike, Annikka (Finse), Annikki (Fins)